# Ornak-Hütte
Die Ornak-Hütte (polnisch Schronisko PTTK na Hali Ornak) liegt auf einer Höhe von 1100 Metern in Polen in der Westtatra im Tal Dolina Kościeliska auf der Alm Mała Polanka Ornaczańska, die Teil der namensgebenden Hala Ornak ist. Die Hütte ist mit 49 Planbetten eine der kleineren Schutzhütten in der polnischen Tatra. Das Gebiet gehört zur Gemeinde Kościelisko.

## Geschichte
Die Hütte wurde 1948 anstelle der im Zweiten Weltkrieg zerstörten Pyszna-Hütte (pl. Schroniska na Hali Pysznej) errichtet. Sie wurde nach Walery Goetel benannt. Seit 1954 liegt die Hütte im Tatra-Nationalpark. Sie steht im Eigentum des PTTK.

## Zugänge
Die Hütte ist u. a. zu erreichen:

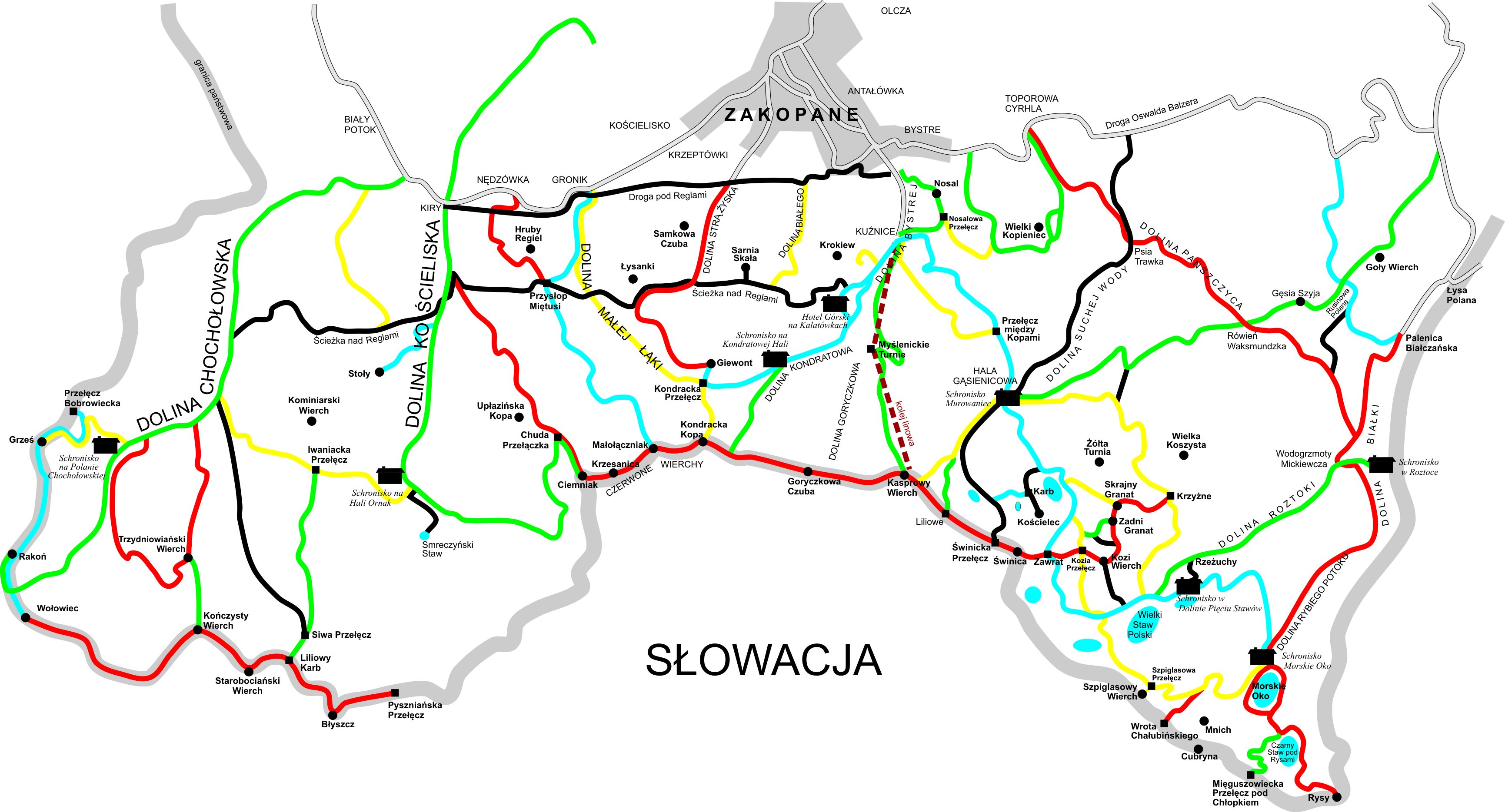
Wanderwege in der polnischen Tatra, die Berghütte ist links zu sehen

- ▬ von dem Kościeliskoer Ortsteil Kiry über einen grün markierten Wanderweg über die Dolina Kościeliska
- ▬ über einen grün markierten Wanderweg weiter über das Dolina Kościeliska in das Tal Dolina Tomanowa zum Rozdroże w Tomanowej auf den Bergpass Chuda Przełączka und Ciemniak auf die Gipfel Czerwone Wierchy
- ▬ über einen gelb markierten Wanderweg weiter über das Wielka Polana Ornaczańska und das Tal Dolinka Iwanowska auf den Bergpass Iwaniacka Przełęcz
- ▬ über einen schwarz markierten Wanderweg zum Bergsee Smreczyński Staw

Von Kiry aus verkehren auch Pferdekutschen und im Winter Pferdeschlitten zur Hütte.

## Übergänge

Lage der Berghütten im Tatra-Nationalpark

- ▬ ▬ ▬ ▬ Zur Kondratowa-Hütte über einen blau, gelb, rot und grün markierten Wanderweg
- ▬ ▬ Zur Chochołowska-Hütte über einen grün und gelb markierten Wanderweg

## Touren

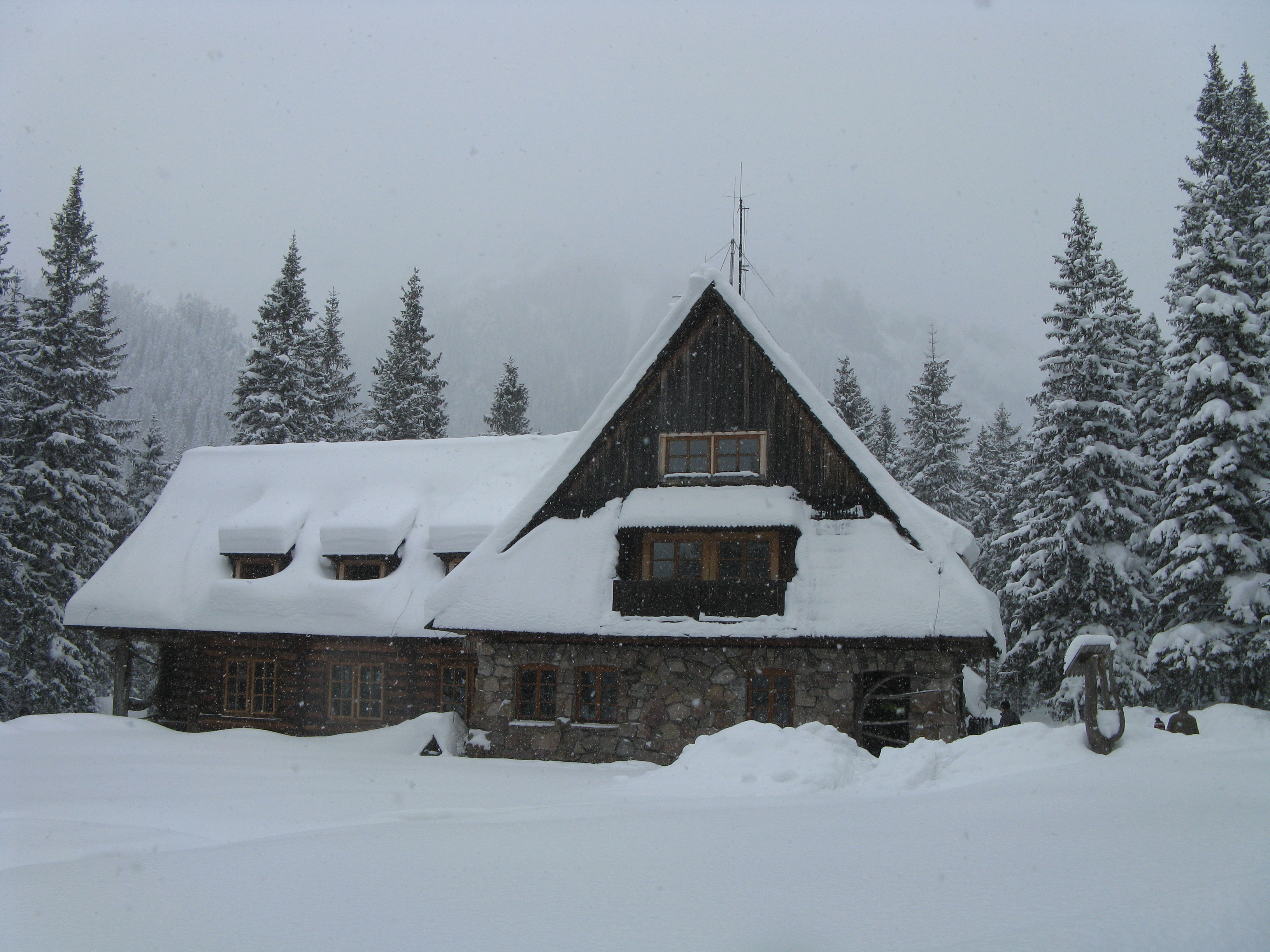
Zugang im Winter

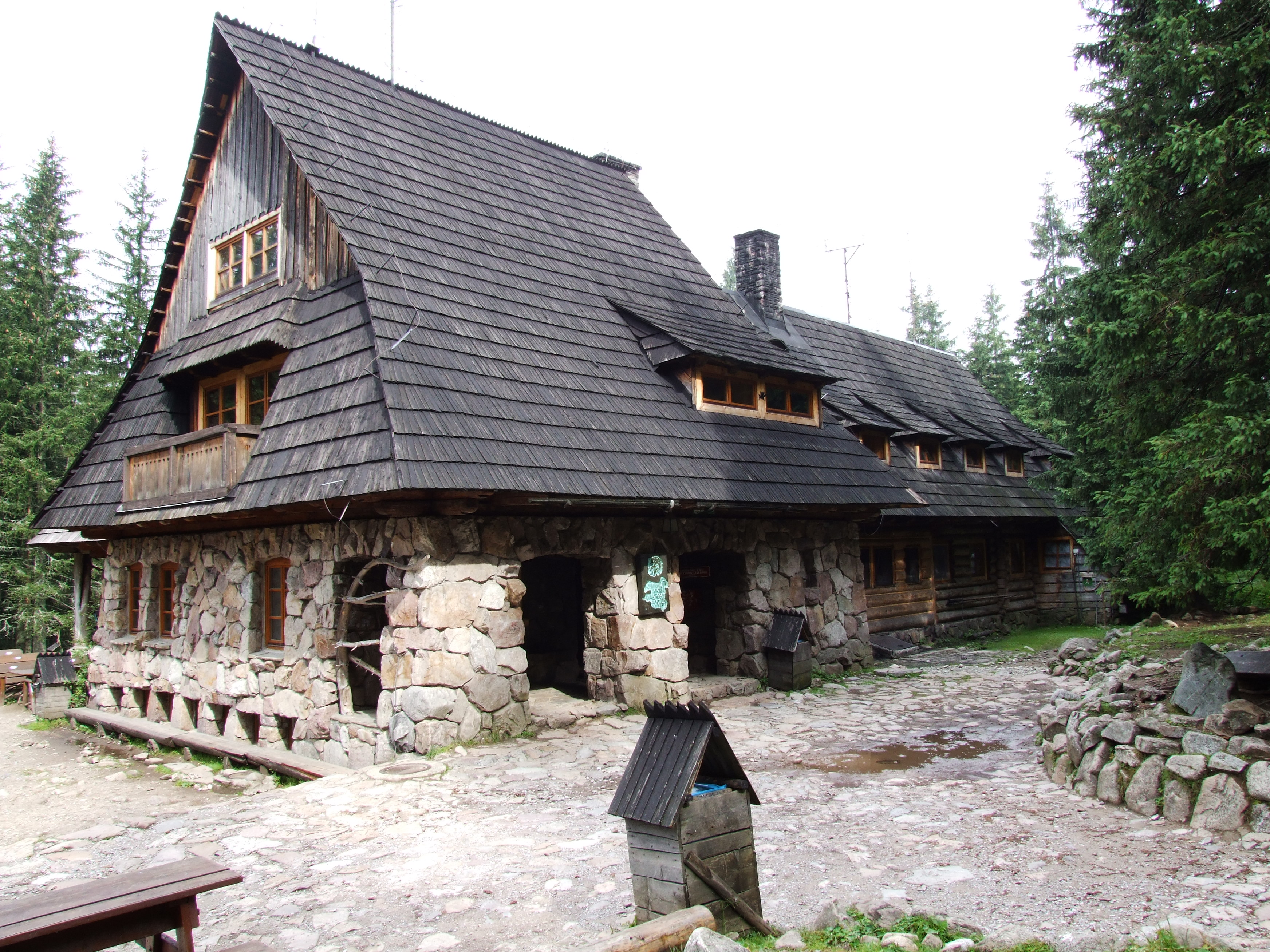
Eingang

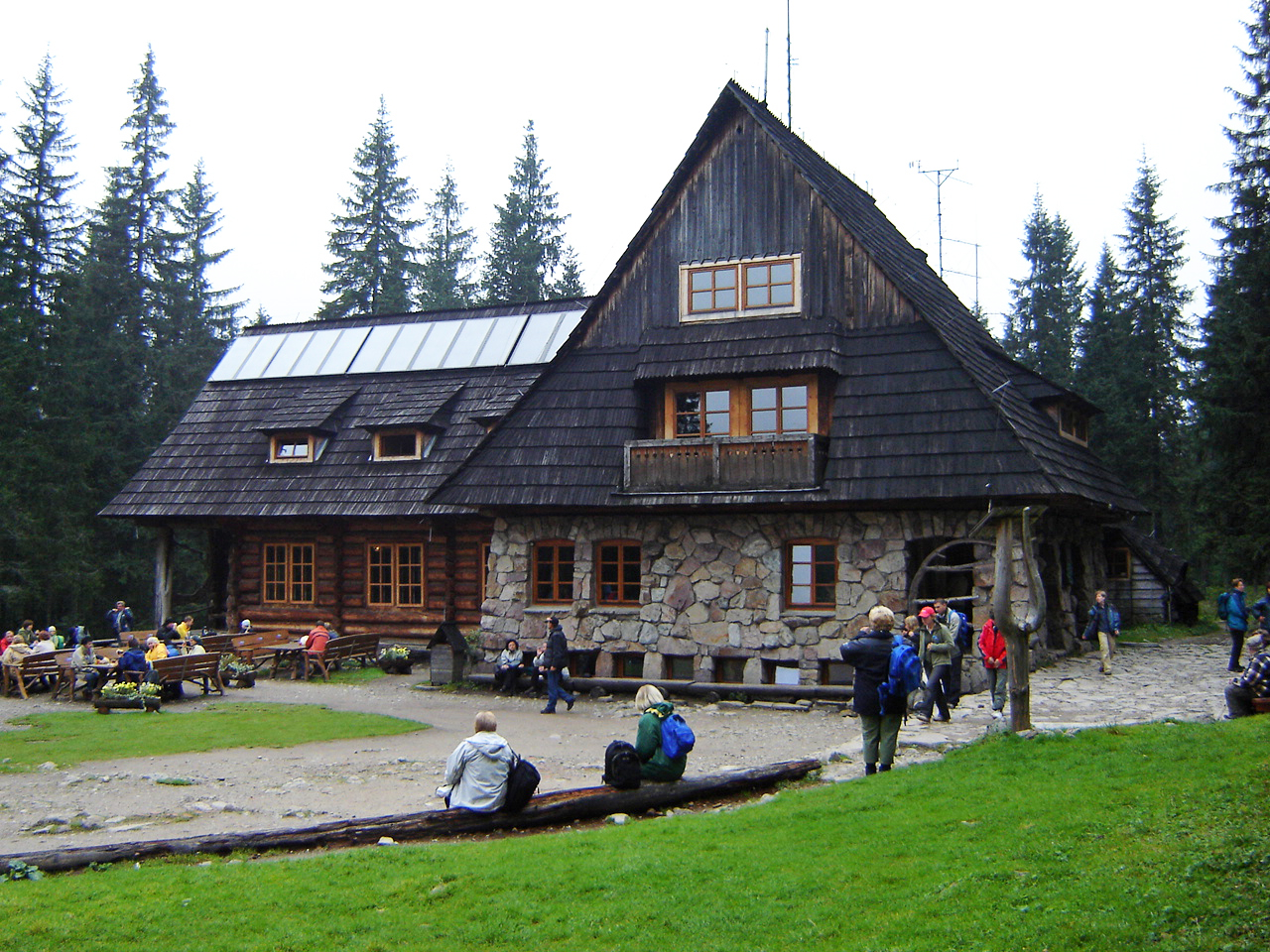
Frontansicht

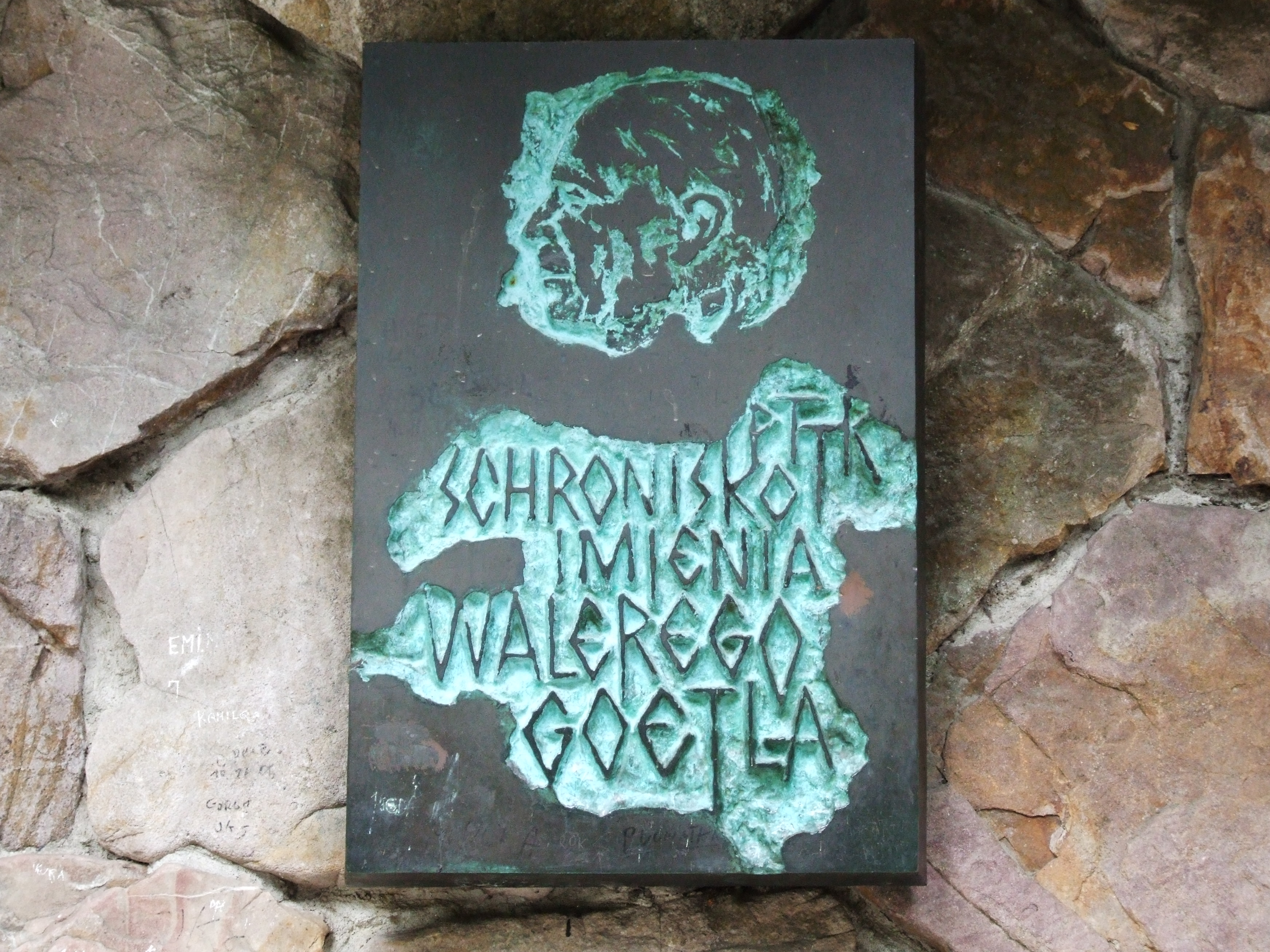
Gedenktafel für den Namenspatron

### Gipfelbesteigungen
Gipfel in der näheren Umgebung der Hütte sind:
- Błyszcz (2159 m)
- Kamienista (2126 m)
- Krzesanica (2122 m)
- Małołączniak (2096 m)
- Ciemniak (2096 m)
- Smreczyński Wierch (2068 m)
- Twarda Kopa (2026 m)
- Kopa Kondracka (2004 m)
- Kończysty Wierch (2002 m)
- Tomanowy Wierch Polski (1977 m)
- Siwy Zwornik (1965 m)
- Tomanowe Stoły (1956 m)
- Wielki Giewont (1894 m)
- Ornak (1879 m)
- Rakoń (1879 m)
- Zadni Ornak (1894 m)
- Tomanowa Kopa (1892 m)
- Długi Giewont (1867 m)
- Suchy Wierch Tomanowy (1860 m)
- Chuda Turnia (1858 m)
- Wielka Turnia Małołącka (1847 m)
- Kotłowa Czuba (1840 m)
- Suchy Wierch Ornaczański (1832 m)
- Kominiarski Wierch (1829 m)
- Upłaziańska Kopa (1796 m)
- Kazalnica (1767 m)
- Mały Giewont (1735 m)
- Ratusz Litworowy (1670 m)
- Tomanowy Niedźwiedź (1660 m)
- Upłazkowa Turnia (1650 m)
- Wysoka Turnia (1643 m)
- Jaferowa Kopa (1598 m)
- Gubalec (1550 m)
- Czarny Zwornik (1530 m)
- Czoło (1514 m)
- Piec (1460 m)
- Upłaziańska Kopka (1457 m)
- Suchy Wierch (1428 m)
- Kazalnica (1428 m)
- Saturn (1391 m)
- Hruby Regiel (1339 m)
- Pośrednia Kopka (1305 m)
- Ratusz (1296 m)
- Kończysta Turnia (1248 m)
- Upłaziański Wierszyk (1204 m)
- Mały Regiel (1141 m)
- Przednia Kopka (1113 m)

### Bergpässe
- Kondracka Przełęcz (1725 m)